# ロックマンX7
『ロックマンX7』（ロックマンエックスセブン、ROCKMAN X7）は、2003年7月17日にカプコンから発売されたPS2専用のアクションゲーム。

## 概要
シリーズの第7作。ハード移行に伴って、従来のドットマスグラフィックが、ポリゴングラフィックに変更された。プレイヤーキャラクターには新キャラクターとして「アクセル」が加わり、それに伴い、ステージ選択時にエックス・ゼロ・アクセルから任意に2人選んで攻略に挑むダブルヒーロー制が採用された。ステージ攻略中やボス戦において選択した2キャラは何度でも交代ができるが、どちらかのキャラクターがミスをすると、パートナーの状態に関わらず1ミスとなる。
基本アクションにエアダッシュの追加、エンディングがキャラクター別に変更、ゼットセイバー以外のゼロ専用武器の登場、レプリロイドのレスキューによって得られる強化チップの存在によって周回プレイといったやりこみのしがいが増すなど、意欲的な要素が追加されている。
本作の特徴であるゲーム構成の3D化について、カメラが場面により2D表示と3D表示とで切り替わる。2D表示の場合、過去の作品と比べ、新たに画面奥に空間概念が設定されており、画面の奥側から敵が現れるといった演出がある。3D表示の場合でも、視点変更はできない場面もある。
従来まで横軸方向の攻撃だった射撃が、ロックオンした敵を攻撃するシステムに変更されている。加えて、エンディング後の引継ぎが導入された。引き継がれる要素は選択可能なキャラクター、パワーアップチップのセット状況、ハンターランクである。
ムービーは、ロックマンシリーズにおいては従来と異なるフルポリゴンのものが採用されている。次回作『ロックマンX8』も同様。
なお、期間限定で本作およびロックマンシリーズ6作品のPS版リメイク、さらには缶バッジなどの特典がついたセットが1部の店舗で販売された。

## ストーリー
『X6』でのナイトメア事件の後。人類は地下に建設された都市に移り住み、レプリロイドは荒廃した地上を復興するという具合に作業を首尾よく進めていたが、傍らでレプリロイドによる犯罪も増加の傾向を辿っていた。
公的機関「イレギュラーハンター」で活動する『旧式にして最強』と名高いレプリロイドであったエックスは、「なぜレプリロイド同士が傷つけ合うんだ」と言う台詞で自ら戦線を退いてしまう。その影響からイレギュラーハンターの戦力は低下し、レプリロイドのみで構成される自警団「レッドアラート」が台頭した。
ある日、警邏のために事件現場を訪れたゼロは、大型メカニロイドに追われているレプリロイド・アクセルと出会う。彼はメカニロイドを破壊した後、アクセルをハンター本部に連行した。そこへレッドアラートのリーダー「レッド」から突如、アクセルの引渡しを求める通信が入ってきた。これがイレギュラーハンターとレッドアラートの戦いの幕開けとなる。

## 登場キャラクター

### メインキャラクター
エックス（X）
声 - 森久保祥太郎
上記にあるストーリーの通り、ハンターとしての活動を休止しているため最初はプレイヤーとして使用できず、一周目では8体のボスを撃破か、救助要請を出すレプリロイド一定数以上救出すると使用可能になり、クリアデータをロードして二週目からスタートをした際には最初から使用できる。本作から未強化状態でもエアダッシュが可能で、エックスバスターのチャージショットが3段階に増えている。
なお、クレジットはアクセルより後である。
ゼロ（Zero）
声 - 置鮎龍太郎
特A級ハンター。エックスの復帰を固く信じ、戦い続けている。エックスが第一線から退いている為、しばらくの間はアクセルと2人で行動することとなる。
アクセル（Axl）
声 - 高山みなみ
本作で初登場。過去の記憶を失っており様々な銃の扱いに長け、相手の性能、自分と同等の身長なら外見もコピーするシステム「Aトランス」を持っている。
レッドに拾われて以来、自警集団レッドアラートでイレギュラーと戦っていたが、センセイ（シグマ）の洗脳により次第に変貌していく仲間達と組織に嫌気が差し脱走する。しかし、この行動がレッドアラートとイレギュラーハンター両組織の戦いを招く結果となってしまう。だが、内心では自身を育ててくれたレッドを慕っており、彼を何とか止めようとする。
エイリア（Alia）
声 - 笠原留美
元々はレプリロイド工学の研究員だったがその幅広い知識を買われ、イレギュラーハンター本部勤めのオペレーターとして引き抜かれる。ボディのメインカラーリングやデザインは前作に続き変更点はない。サポートは、ルート解析からガイド、ボス戦での幇助まで幅広く行うことができる。
今作では、苦悩の末に一時は前線からも退きながらも平和の為に戦おうとするジレンマに悩むエックスの事を心配し、陰ながら支える存在となっている。
シグナス（Signas）
声 - 鈴置洋孝
イレギュラーハンター総監。戦闘能力は高くないが、現存するレプリロイドでは世界最高の精密度を誇るCPUを搭載し、その卓越した頭脳でハンター組織を指揮統括する。ボディのメインカラーリング・デザインはエイリア同様変更されていない。
シグマ（Σ / Sigma）
声 - 麦人
Dr.ケインによって生み出されたレプリロイド。かつてはイレギュラーハンター第17精鋭部隊の隊長でエックスとゼロの当時の上司であったが、人類に対し反旗を翻し、過去数度にわたる反乱は人類とレプリロイドの両方に混乱をもたらしている。
本作では「センセイ（Professor）」という呼び名でレッドに接触し、「レッドアラートの強化」と偽ってコピー能力を有したアクセルを利用する形でエックスとゼロのDNAデータの収集を計画する。さらにはレッドと部下8人を自分の手中に収めるよう画策し陽動することに成功している。
本作での姿は3通りであり、レッドに接触して来た時は前作の第一形態に似通ったマントを纏った姿で登場し、ボスとして戦う時は第一形態である「プロフェッサーシグマ（第1形態）（"The Professor" Sigma（First Form））」は緑色を基調としている。加えて、第一形態の際はシリーズ中珍しくライフルを使用して襲いかかって来る。
この戦闘で流れるBGMは、『X1』での第一形態戦BGMとバーニン・ナウマンダーステージBGMのリミックス・アレンジ曲である。
レッド（Red）
声 - 大塚明夫
レッドアラートのリーダー。ヘッドパーツの額部分に過去の戦闘で付けられたと思われる大きな傷があり、右目を失った状態の隻眼であるのが特徴。ボディのカラーリングは名前が示す通り赤色を基調としている。戦闘においては上下に刃が付いた大鎌状の武器を使って戦う。
兄貴肌で仲間達からの信望が厚く、見ず知らずのアクセルを育てている。自身や組織の活動にはポリシーを持ち、必要以上の活動を行わないよう心掛けていた。
チームメイトがバウンティハンターであり非合法組織でもあるという事実がイレギュラーハンターなどに悪い印象を抱かれる要因にはなっていたが、一般のレプリロイドに一目置かれる存在にまで伸し上がったことから、その考えは組織にしっかりと伝わっていたようである。
アルス（Aluce）
声 - 麦人
OPムービーに登場する犯罪者の1人。帽子とコートを纏った老人のような風貌のレプリロイドで、葉巻を咥えている。
特S級の非合法品"ウィルスプログラムΣ-02"の取引をシーダと行っていたが、その目論見はレッドアラートのスナイプ・アリクイックによって察知されており、シーダの姿に変身したアクセルの手によって呆気なく処分されてしまった。
シーダ（Cedar）
声 - 森功至
OPムービーに登場する犯罪者の1人。長身であり、細身の優男にも見える風貌でヘッドギアのようなパーツと紫色の長髪、黒のコートが特徴のレプリロイド。
"ウィルスプログラムΣ-02"の取引を行うべく特別再開発指定区のとあるビルにてアルスと接触するが、二人の計画を察知し潜入して来たアクセルの手で処分されDNAコアを奪われてしまう。
でも、X7 ゲーム用冊の説明でシーダは葉巻を咥えている。

### ボスキャラクター
倒すと各ボスキャラクターに対応した特殊武器・必殺技を入手する。ボスの1人を倒すごとにデモシーンが導入される。

#### メインボス
斜体は異名。日本国外の英名の表記が無いボスに関しては日本版の名称と同一。
狂乱の炎纏いし戦士 フレイム・ハイエナード（Flame Hyenard）
声 - 高木渉
ハイエナ型レプリロイド。イレギュラー化がかなり進行して正気を失っており、目に付く者に対して容赦なく襲い掛かる。物資運搬用の巨大ガゼル型メカニロイドを利用して、中部アフリカのコンビナートを占拠した。
分身能力で相手を撹乱し、多方向からのコンビネーション攻撃を仕掛ける。ガゼルのミサイル攻撃が脅威だが、ある方法で停止する。

無垢な暴れん坊 バニシング・ガンガルン（Vanishing Gangarun）
声 - 笠原留美
日本国外版での英名は「バニシング・ガンガルー（Vanishing Gungaroo）」と表記される。
カンガルー型レプリロイド。グループの中でも最年少（レプリロイドに年齢という概念はないが）で子供のような性格。カンガルー型の専用ライドアーマーを乗りこなし、打撃と衝撃波兵器で白兵戦もこなす。ライドアーマーに乗った第1形態と、アーマーを破壊され本体が戦う第2形態があるため、体力が通常ボスに比べ1.5倍以上ある。プレイヤーキャラクターもライドアーマーに乗ったまま戦闘が可能。
アクセルからは「子供」、ゼロからは「ガキ」呼ばわりされ、怒って襲ってくる。エックスで挑んだ場合は無邪気に力を振るい破壊を繰り返すだけの存在と化している。
マップの居場所は北米の北東（カナダの東部）。

踊る暗殺者 トルネード・デボニオン（Tornado Debonion）
声 - 高木渉
日本国外版での英名は「トルネード・トニオン（Tornado Tonion）」と表記される。
タマネギ型レプリロイド。ラジオタワー（日本にあるらしい）を占拠し、自分の踊りを世界中に放送しようとした。陽気な性格で他人を笑わせることに生きがいを感じるが、アクセルやゼロには相手にしてもらえない。体の装甲を様々な陣形にして攻撃してくる。装甲にはプレイヤーキャラクターの攻撃を防ぐ効果もある。
エックスに対してはDNAデータのパワーアップの副作用による自我喪失におびえており、レッドや自分を止めてほしいと頼む。

蒼海からの追跡者 スプラッシュ・ウオフライ（Splash Uofly）
声 - 鈴置洋孝
日本国外版での英名は「スプラッシュ・ウォーフライ（Splash Warfly）」と表記される。
魚型レプリロイド。水陸両用でトビウオとテッポウウオの特性を持つ。放棄されたバトルシップ（戦艦）に居座って薙刀状の武器を持ち、大海を暴れまわる。
性格は他のボスキャラクターに比べ卑劣で好戦的。さらに相手を見下す一面があり、戦いに復帰したエックスを「現役引退」と罵倒したうえに「ロートル」呼ばわりし、ゼロに対しては本人の取る行動が「考え足らず」といいたげな口振りが目立つ。またアクセルとは昔から仲が悪いらしく、今回を好機に彼を破壊したいと思っている。そのアクセルからは「卑怯者」と呼ばれており、実際に戦闘では水中から現れるときは、プレイヤーの背後を狙った攻撃をする。
マップ上では、彼のステージは北太平洋にある。

深緑の豪腕鉄人 ソルジャー・ストンコング（Soldier Stonekong）
声 - 玄田哲章
「ディープフォレスト（マップ上では北西アフリカのアルジェリア付近）」に待ち構えるゴリラ型レプリロイド。硬石の盾と剣を装備している。
哲人と讃えられし歴戦の兵士で発する一言や言葉遣いには重みがあり、哲人の敬称に恥じない威風たる風貌である。このため、彼の反乱にはアクセルも動揺していた。
アクセルとの再開においてストンコングは「自身は既に道を違えている」ことを述べ「己の信念に従い、突き進むまでだ」と静かに答えるが、アクセルがバウンティハンター（レッドアラート）のしていることを咎めようとした際、「偽りの策謀家（センセイ=シグマ）の為ではない」「自分の戦いはあくまでも（レッドへの）忠義のため」といい放ち、アクセルに自分と戦うことを呼び掛ける。
エックスとの対話では、エックスが彼から「武力とは何か」「戦いとは何か」を問われ、その問いに答えるもののストンコング本人に戦いを放棄する意思はなく、最終的に彼と戦うことになってしまう。
ゼロとの対話の際は、ストンコング自身が「この世で最も優雅に舞う武神」とゼロを形容する一言を発し、同時に自分は戦いの中でしか己を見出せない、貴様（ゼロ）と同じ存在だと静かに述べるが、ゼロはこれを否定。しかしストンコングはそれを更に否定し「貴様ほど純粋な戦闘型レプリロイドを見たことはない」と斬り捨てた後、ゼロに対戦を要求する。

黒翼の好敵手 ウィンド・カラスティング（Wind Karasting）
声 - 森功至
日本国外版での英名は「ウィンド・クロウラング（Wind Crowrang）」と表記する。
烏天狗（カラス）型レプリロイド。空中戦艦と複数の戦闘機をジャック、進軍を開始する。アクセルとは好敵手だった。
二刀流とミサイルで戦う。戦闘前にエックスと対話した際、カラスティングはエックスを「噂通りの甘ちゃん」と蔑み「無抵抗のまま、そこで果てるがいい」と冷たい一言をぶつけるが、ゼロとの対話ではカラスティングへ「本当の狙いは何だ、アクセルを取り戻すことだけが目的ではないはずだろう?」といった質問をゼロが投げ掛け、対するカラスティングは「アクセルが憧れていたレプリロイド（エックスとゼロの二人）を見てみたかった」と述べ、実力を確認するために彼へ戦いを仕掛けるという展開となる。ストンコング、カラスティングは横スクロールでの戦闘となる。
マップ上では、彼のステージ（空中戦艦と複数の戦闘機）は北大西洋にある。

電子迷宮の管理者 スナイプ・アリクイック（Snipe Ariquick）
声 - 麦人
日本国外版での英名は「スナイプ・アントイーター（Snipe Anteator）」と表記する。
アリクイ型レプリロイド。老人口調で知性派。コンピュータ・システム内に区域を作成、ゴールでデータとして待ち構えている。エックスやゼロの過去について何か知っているらしい。アクセルとの対話では彼を「ハンターとして認められてもいない ひょっ子」と叱るかのように言い放つ一面を見せるが、データが狂うという理由で「全力で掛かって来い」と彼を誘って来る。ステージセレクトのマップによるとインドにいるらしい。
戦闘では様々な武器のデータを次々召喚して装備する。最終形態のオプションは破壊不可能であり、短期決戦が要求される。

驀進熱血漢 ヘルライド・イノブスキー（Hellride Inobuski）
声 - 玄田哲章
日本国外版での英名は「ライド・ボースキー（Ride Boarski）」と表記する。
バイク型に変形しての走行が可能なイノシシ型レプリロイド。ハドソン湾付近の「セントラルサーキット」に時限爆弾を設置させた。走ることに誇りを持っているらしく、部下には自身のことを「総長」と呼ばせている。
エックスからは「暴走族」や「ヘッド」と呼ばれ、ゼロからはロードアタッカーズやロードライダーズ（それぞれ『X1』と『X2』の雑魚キャラクター）の残党の暴走族と間違えられ、アクセルからはレッドに拾われておきながら恩を仇で返すような発言をされた上にその彼の言動が自身の癇に障るものであったため激怒した。
特殊武器「ムービングホイール」で戦うことになり、タイマンといい張っている割に戦闘時は部下が援護してくる。

#### その他のボスキャラクター
メガ・スコルピオ（Mega Scorpio）
オープニングステージのボス。レッドアラート所持のサソリ型巨大メカニロイド。脱走したアクセルを追跡し、暴れ回った結果、復興した都市は再び被害を受けた。テールショット、グランドサークルが武器。尻尾を破壊すると、テールショットの代わりとしてハサミを使った攻撃（シザース攻撃）を行う。
同年に発売され、Xシリーズの後時代である『ロックマンゼロ2』には「メガ・スコルピア（Mega Scorpia）」というよく似たボス敵が登場する。
モルボーラ（Mole Bore）
パレスロードに立ちはだかる、トンネル工事用のモグラ型メカニロイド。『ロックマンX』に登場した「モルボーラー（Mole Borer）」と似ているがローラーのトゲはない。ステージ開始時点で登場するが、その時点ではダメージを与えられないためひたすら逃げなければならない。近づいたり、ライフが0になるとその場で回転する。ローラーカッター、突進の他、ローラーが破壊されると口からレーザーを発射して戦う。
プロフェッサー（第2形態）（"the Professor" Sigma(Second Form)）
クリムゾンパレス上空で待ち構えるシグマの真の姿。ファイナルシグマW（『X5』での第二形態名称）に次ぐ巨体を誇り、鬼面を被っている。
主に両手や口からのエネルギー弾や帯の部分から放たれるレーザーなどで攻撃し、時折高速で突進してプレイヤーを殴りつける。
ある程度ダメージが蓄積すると面が破壊されてシグマ自身の顔が露出し、攻撃速度が若干上昇する。

## エックスの能力

### 特殊武器
エックスは、8つのステージの各ボスを倒すと、そのボスが所有する特殊武器を入手できる。また、アームパーツの入手によりチャージが可能になる。
※名称の記述は「入手する特殊武器 - 所有するボス」とし、以下に述べる
サークルブレイズ（Circle Blaze） - フレイム・ハイエナード
通常 - 着弾点で円陣状に爆発する炎を放つ武器。爆発後の爆風によって周囲の敵を巻き込むことができる。見た目より射程は短い。
チャージ - 通常と同じく炎を放つが、着弾後の爆発の回数と範囲が増し、攻撃範囲が広くなっている。
エクスプロージョン（Explosion） - バニシング・ガンガルン
通常 - 前方近距離に強力な衝撃波を発生させる。攻撃判定が現れるまで多少のラグがある。攻撃力は特殊武器の中でも最大で、これを弱点とするボス以外にも大ダメージを与えられるが、そのゲージの消費量は半端ではなく、初期状態の武器エネルギーでは1発しか撃てない。
チャージ - エックスを中心に、上下左右前後、計6方向に衝撃波を発生させる。攻撃範囲は増したが、射程は大差ない。
ボルトルネード（Volt Tornado） - トルネード・デボニオン
通常 - 電気の竜巻を発生させる。竜巻はエックスの周囲を取り巻き、その後前方に放たれる。攻撃範囲は広く、攻撃力も高い。
チャージ - 攻撃を防ぐバリアを6枚発生させる。バリアは1枚ごとに1回の攻撃を防ぎ、防いだ後は消滅してライフエネルギーSを出す。爆風や、バリア内に入った敵の攻撃までは防げない。一定時間経つと消滅する。ゲージの消費量はエクスプロージョン以上で、初期状態の武器エネルギーでは1発しか撃てない。
スプラッシュレーザー（Splash Laser）- スプラッシュ・ウオフライ
通常 - 水のレーザーを発射する。射程が短いが、連射することによって2段階まで伸びる。連射で射程を延ばしても、消費エネルギーは変わらない。
チャージ - 一定時間、角度を3回変えながら前方に自動的に巨大な水玉状の弾を20発連射する。正面への威力は高い。
ガイアシールド（Gaea Shield） - ソルジャー・ストンコング
通常 - 敵の特定の攻撃を防ぐ盾を発生させる。一部の敵の弾は相手に跳ね返せる。ロックオンされた敵が斜め方向にいる場合は、斜め方向に発生させる。発生させたまま前進して、敵に盾をぶつける事も出来、敵にぶつけても壊れないので連続でダメージを与えられるが、攻撃力は低い。
チャージ - 頭上に巨大な岩を発生させる。岩は左右に割れて地面に落ち、地に沿って進んで新たに攻撃する。攻撃力が高い。
ウィンドカッター（Wind Cutter） - ウィンド・カラスティング
通常 - 弧を描いて高速で飛ぶ、風のブーメランを発射する。ブーメランには貫通性があり、軌道上の敵は全て攻撃できる。発射後、ブーメランは敵に当たるか、一定距離進むと手元に帰ってくる。ただし、壁に当たるとそのまま消滅する。ジャンプしながら撃つと、戻りの軌道が変わることがある。
チャージ - 貫通性のある8つのブーメランを同時発射する。ロックオンされている敵目掛けて自動的に飛んでいき、手元には帰ってこない。1発の攻撃力は通常版よりも低い。2D画面では上下左右斜めの8方向、3D画面では前後左右斜めの8方向に発射される。
スナイプミサイル（Sniper Missile） - スナイプ・アリクイック
通常 - ロックオンした敵を追尾するミサイルを発射する。ロックオンしていない場合は正面へ水平に飛ぶ。敵を貫通するが、地形に当たると消滅する。攻撃力が高い。
チャージ - ミサイルを三発同時発射する。爆発後に爆風を放つ効果が加わっており、多くの敵を巻き込むことができる。
ムービンホイール（Moving Wheel） - ヘルライド・イノブスキー
通常 - 地面に沿って進むホイールを発射する。敵を貫通しながら連続でダメージを与え、一定時間経つか、天井に当たると消える。穴の手前に来るとそこで一旦止まってから前進して落ちる。
チャージ - 通常のムービンホイールに、大きくバウンドしながら進むホイールを2つ追加して発射する。バウンドするホイールは一定時間経つか、敵に命中すると爆風を発生させる。

### アーマーパーツ
各部位に装備する「パーツ」の要素と、全部位を集めることによって完成する「アーマー」の要素を複合した、アーマーパーツが登場する。全部位を集めることで、ノーマルアーマーを元に飛行能力を高めた「グライドアーマー」が完成する。原点に帰り個別パーツ制に戻された。パーツを全て集めるとプレイヤーセレクト画面にグライドアーマーが加わり、アーマーを装備していない通常のエックスとグライドアーマー装備のエックスのどちらで出撃するかを選択できるようになる。
ヘッドパーツ
アイテムを引き寄せる範囲が広がる。
ボディパーツ
ダメージを半減する。一部の攻撃でのけぞらなくなる。画面全体を攻撃する「ギガクラッシュ」が使用可能になる。
アームパーツ
チャージショットの形が変わる。射程が伸び、フルチャージで発射すると追尾弾2発が同時に発射される。特殊武器のチャージもできるようになる。
フットパーツ
空中でジャンプボタンを押す事で、ゆっくりと高度を下げながら進む滑空飛行ができる。飛行中、ジャンプボタンか攻撃ボタンを押せば中断できる。飛行しながらのチャージは可能である。
本作からのこのパーツはエアダッシュ機能を備わっておらず、通常のエックスの基本アクションとなっている。

## ゼロの能力

### 必殺技
ゼロは、ボスを倒すと必殺技（1部、特殊武器）を会得する。エックスとは違い、その大半は武器ゲージを消費せずに使用することができる。また、技の多くはコマンド入力によって発動する。デフォルトの設定では、通常攻撃ボタンが□ボタン、特殊攻撃ボタンが△ボタン、ターゲットチェンジボタンがR2である。本作では斬撃による飛道具が多いが、1回の画面に1発であり、連射はできない。
ラーニングする技 - 習得しているボス
爆炎陣（ばくえんじん） - フレイム・ハイエナード
地上でターゲットチェンジボタン：大爆発を起こし、周囲の敵にダメージを与える技。唯一武器エネルギーを消費する。
波断撃（はだんげき） - バニシング・ガンガルン
地上で特殊攻撃ボタン：武器を振り下ろし、そこから発生する衝撃波で敵を攻撃する。射程は中距離で、貫通はしない。
雷神昇（らいじんしょう） - トルネード・デボニオン
ダッシュ中に特殊攻撃ボタン：ダッシュ中に雷をまとった竜巻を発生させつつ上昇する。対空技も兼ねる。その場で出す事も可能。
水烈閃（すいれつせん） - スプラッシュ・ウオフライ
地上で特殊攻撃ボタン：Dグレイブ装備時にのみ使用可能。前方中距離に向かって、水のエネルギーを纏ったDグレイブを突き出す。最大4回ヒットで威力も高い。
獄門剣（ごくもんけん） - ソルジャー・ストンコング
地上で通常攻撃ボタン押し続ける：Zセイバーを構え、敵の体が触れた瞬間にカウンター攻撃を繰り出す技。発動中は、前方特定部位が無敵になる。ダメージを受けるとキャンセルされる。本作で最大の攻撃力を持ち、特定のボス戦でも使えるが、発動方法によりプレイヤーには一定以上の操作技術が要求される。
双燕舞（そうえんぶ） - ウィンド・カラスティング
地上で特殊攻撃ボタン：Vハンガー装備時にのみ使用可能。Vハンガーを投げて攻撃する。ブーメランのような軌道で敵に向かう。ある場所で、戻ってこないバグが発生する。
飛影刃（ひえいじん） - スナイプ・アリクイック
ジャンプ時に特殊攻撃ボタン：追尾能力のある光の矢（カマイタチ）を発射し、敵を攻撃する。発動時に振るセイバーにも攻撃力がある。
斬光輪（ざんこうりん） - ヘルライド・イノブスキー
歩きながら特殊攻撃ボタン：車輪状のエネルギー弾を発生させ、敵を攻撃する。弾は地形に沿って移動する。

### 専用武器
本作では、特定のボスを倒すことでゼットセイバー以外の武器を入手、使用可能となる。
入手する武器 - 所有するボス
Dグレイブ - スプラッシュ・ウオフライ
ドゥルガーグレイブ。薙刀状の武器。3連撃が基本で中〜遠距離への攻撃を得意とする。Vハンガーとは逆に隙が大きい。
次作『X8』にも登場している。
Vハンガー（V-Hanger） - ウインド・カラスティング
両手に持つ短剣状の武器。左右交互に振り回して攻撃する。最大5回攻撃が可能で隙が少ないが、リーチがとても短い。

## アクセルの武器
本作では、特定のボスを倒すことで初期の武器「アクセルバレット」以外の武器を入手、無制限に使用可能となる。入手する武器名、所有しているボス、その効果など、全てエックスの特殊武器と同じである。
入手する武器 - 所有するボス
ダブルバレット（Double Bullet） - フレイム・ハイエナード
二丁半自動拳銃。連射能力が向上するが、精度が多少低下する。
Gランチャー（G-Launcher） - バニシング・ガンガルン
バズーカ。大型の高威力エネルギー弾を放つ。連射が出来ず、自分より上の位置に撃てない。
レイガン - トルネード・デボニオン
レーザー銃。攻撃力は低いが連射が効き、貫通する性能があるので多くの敵を巻き込むことができる。
次作『X8』にも登場。

### Aトランス
敵の姿や能力を一定時間コピーする特殊能力。アクセルバレットのチャージショット「コピーショット」で敵を倒し、DNAデータを入手する事で発動する。人型のザコレプリロイドをコピー出来る他、小型のメカニロイドを召喚する事で自身の能力を上昇させるといった特殊な使い方も可能。発動中の能力は、武器選択画面で確認できる。

## ライドアーマー
今作ではプレイヤー用として2種類、敵キャラ用として2種類のライドアーマーが登場する。
ゴウデン
左手の銃と背中のミサイルが使用可能な遠距離戦闘用ライドアーマー。ダッシュしながら前方にシールドを張っての体当たり攻撃も可能。
ライデンII
『ロックマンX4』に登場したライデンの後継機。4本足になった。ドリルアームによるパンチ攻撃と、ダッシュしての踏み潰し攻撃、飛び上がって着地と同時に爆発するスプレッド攻撃が使用可能な近距離戦闘用ライドアーマー。
プロトライド
敵として登場する、トンネルベース作業用ライドアーマー。ランナーボムが乗り込み、戦闘用として使われた。ダッシュパンチで攻撃してくる。
ボクシング競技用ライドアーマー
バニシング・ガンガルンが使用する、カンガルー形ライドアーマー。素早いジャンプによる移動や、ダッシュパンチを得意とする。

## レプリロイドの救出
前作では敵キャラ「ナイトメアウィルス」に寄生される前にレプリロイドを救出できれば成功であったが、今作では敵からの接触も含むあらゆる攻撃で死亡（救出失敗）するため、その分難易度が上がっている。
救出したレプリロイドはライフアップかウェポンアップ、パワーアップチップ、1UPのいずれかを所持している。何も所持していないレプリロイドもいる。ライフアップはライフゲージの上限、ウェポンアップは武器ゲージの上限が増加する。なお、ゲージが増加するのは救出した時に操作していたキャラクターのみである。
パワーアップチップを持っているレプリロイドを救出した場合、ステージクリア後に出るリザルトレポートのチップセット画面でセットを行なう。

## パワーアップチップ
パワーアップチップをセットすることで、操作キャラクターを強化できる。セットは次のリザルトへは持ち越せず、ステージをクリアした時に出撃していない者に、その時獲得したチップを取り付ける事はできない。セットする際には、チップ1枚ごとにセットするキャラクターを選択する。
チップをセットする箇所は「セッティングエリア」と呼ばれ、POWER、SPEED、SPECIALの3項目が存在する。それぞれの項目にはチップをセットできる箇所が4つずつあり、合計で12箇所ある。チップをセットした箇所によって、異なる能力が得られる。パワーアップチップさえあれば、12箇所全てを埋める事が可能である。
ただし、チップは一度セットしてしまうと取り外しは不可能である。また、チップは必ず項目の左からセットし、段階を飛ばして振り分けることはできない（例として、エックスがショックアブソーバーの能力を得るためには、既にPOWERの項目に2枚のチップがセットされ、バスタープラスα、バスタープラスβを得ている事が条件となる）。
チップをセットできる箇所の場合、そこにチップをセットすると何の能力を得られるかは画面上で確認できるが、チップをセットできない箇所で得られる能力については画面上での確認ができない。言い換えると、さらに次の段階では何の能力が得られるのか、画面上では確認できない（例えばPOWERにチップをセットするとショックアブソーバーが得られる段階では、その次の箇所にチップをセットするとエクステンドが取れるものと確認できない）。確認はできないが、セッティングエリアにチップをセットすることで得られる能力は予め決まっている。
チップを持つレプリロイド数の都合上、1周目では全員を最大まで強化できない。しかし、チップのセット状況は次周に引き継がれるため、繰り返しプレイすることで全員を最大まで強化できるようになっている。最大まで強化するためには、12（箇所）×3（人）＝36枚のパワーアップチップが必要である。
なお、出撃した2人のセッティングエリアがどちらも完全に埋まっている場合、新たに獲得したチップはエイリアによって破棄される。

### エックスのセッティングエリア
| POWER   | パワープラスα    | パワープラスβ    | ショックアブソーバー | エクステンド     |
| SPEED   | ラピッドショット | スピードショット | ハイパーダッシュ     | ハイパーチャージ |
| SPECIAL | スーパーリカバー | ダブルバリア     | トリプルバリア       | アイテムプラス   |

POWER
- パワープラスα - エックスバスターの攻撃力が30%の確率で上昇する。攻撃力が上昇している弾は色が青になる。
- パワープラスβ - エックスバスターの攻撃力が50%の確率で上昇する。
- ショックアブソーバー - ダメージを半減する。
- エクステンド - エックスバスターの射程を延長する。

SPEED
- ラピッドショット - エックスバスターの連射数が増加する。
- スピードショット - エックスバスターの弾速が上昇する。
- ハイパーダッシュ - ダッシュ速度が上昇する。
- ハイパーチャージ - チャージ速度が上昇する。

SPECIAL
- スーパーリカバー - アイテムの回復量を増加する。
- ダブルバリア - ダメージ後の無敵時間延長する。
- トリプルバリア - ダメージ後の無敵時間をさらに延長する。
- アイテムプラス - 敵からのアイテム出現率が上昇する。

### ゼロのセッティングエリア
| POWER   | パワープラスα    | パワープラスβ    | ショックアブソーバー | エクステンド     |
| SPEED   | セイバーコンボ+1 | セイバーコンボ+2 | ハイパーダッシュ     | セイバーコンボ+3 |
| SPECIAL | スーパーリカバー | ダブルバリア     | トリプルバリア       | マスターセイバー |

POWER
- パワープラスα - Zセイバーの攻撃力が30%の確率で上昇する。
- パワープラスβ - Zセイバーの攻撃力が50%の確率で上昇する。
- ショックアブソーバー - ダメージを半減する。
- エクステンド - ゼロが使う各武器の攻撃判定の範囲を拡大する。

SPEED
- セイバーコンボ+1 - Zセイバーのコンボ数を1回追加する。
- セイバーコンボ+2 - Zセイバーのコンボ数をさらに1回追加する。
- ハイパーダッシュ - ダッシュ速度が上昇する。
- セイバーコンボ+3 - コンボの最後にダッシュ斬りを追加する。

SPECIAL
- スーパーリカバー - アイテムの回復量を増加する。
- ダブルバリア - ダメージ後の無敵時間延長する。
- トリプルバリア - ダメージ後の無敵時間をさらに延長する。
- マスターセイバー - 必殺技時の攻撃力が上昇する。

### アクセルのセッティングエリア
| POWER   | パワープラスα    | パワープラスβ    | ショックアブソーバー | エクステンド       |
| SPEED   | ラピッドショット | スピードショット | ハイパーダッシュ     | ホバープラス       |
| SPECIAL | スーパーリカバー | ダブルバリア     | トリプルバリア       | ローリングアタック |

POWER
- パワープラスα - アクセルバレットの攻撃力が30%の確率で上昇する。攻撃力が上昇している弾は色が青になる。
- パワープラスβ - アクセルバレットの攻撃力が50%の確率で上昇する。
- ショックアブソーバー - ダメージを半減する。
- エクステンド - アクセルバレットの射程を延長する。

SPEED
- ラピッドショット - アクセルバレットの連射数が増加する。
- スピードショット - アクセルバレットの弾速が上昇する。
- ハイパーダッシュ - ダッシュ速度が上昇する。
- ホバープラス - ホバーの速度の上昇と移動距離を延長する。

SPECIAL
- スーパーリカバー - アイテムの回復量を増加する。
- ダブルバリア - ダメージ後の無敵時間延長する。
- トリプルバリア - ダメージ後の無敵時間をさらに延長する。
- ローリングアタック - ローリングの無敵時間の瞬間に攻撃判定を付与する。

## 主題歌
オープニングテーマ『CODE CRUSH』
作詞：愛内里菜 作曲：五大ゆり 編曲：corin. 歌：愛内里菜
エンディングテーマ 『LAZY MIND』
作詞：Showtaro 作曲：井上日徳 編曲：井上日徳 歌：森久保祥太郎
CDにはエックスの本編台詞集が収録されている。

## 他機種版
| No. | タイトル                                 | 発売日                      | 対応機種                                     | 開発元                                        | 発売元   | メディア                                     | 型式 | 売上本数 | 備考                            |
| --- | ---------------------------------------- | --------------------------- | -------------------------------------------- | --------------------------------------------- | -------- | -------------------------------------------- | ---- | -------- | ------------------------------- |
| 1   | ロックマンX アニバーサリー コレクション2 | 2018年7月26日 2018年7月24日 | PlayStation 4 Nintendo Switch Xbox One Steam | カプコン デジタルワークスエンターテインメント | カプコン | BD-ROM・Switch専用ゲームカード・ダウンロード | -    | -        | 他シリーズの3作品との合同収録作 |

## 関連書籍
- CAPCOM完璧攻略シリーズ37『ロックマンX7 必勝攻略法』2003年、双葉社 ISBN 4575163996
- 『ロックマンX7 公式ガイドブック』2003年、エンターブレイン ISBN 4757716036